# 王晓东 (1960年)
王晓东（1960年1月3日—），男，江西信丰人，中华人民共和国政治人物。1983年8月参加工作，1983年1月加入中国共产党。江西大学哲学系马列主义基础理论专业毕业，中共中央党校函授学院省部级干部研究生班政治学专业毕业，在职党校研究生学历。中共第十九届中共中央委员。曾任中共湖北省委副书记、湖北省人民政府省长。

## 生平

### 早年
1979年9月，在江西大学哲学系马列主义基础理论专业学习。1983年8月，任中共江西省委农村政策研究室综合处办事员、副主任科员、主任科员、副处长。1989年4月，任中共江西省委办公厅副处级秘书（时任省委副书记刘方仁秘书）。1992年3月，任中共江西省委社教办副主任、省委政策研究室党建政法处处长（其间：1993年5月至1993年9月，挂职任中共南昌县委副书记）。

### 贵州任职
1993年10月，任中共贵州省委办公厅正处级秘书（时任省委书记刘方仁秘书）。1994年10月，任中共贵州省委副秘书长（其间：1995年10月至1997年8月，在中国人民大学哲学系伦理学专业在职研究生课程进修班学习）。1998年2月，任中共贵州省委副秘书长、办公厅主任。1998年10月，任中共贵州省委秘书长、办公厅主任。2000年1月，任中共贵阳市委书记。2000年12月，任中共贵州省委常委，贵阳市委书记（2000年9月至2003年7月，在中共中央党校函授学院省部级干部研究生班政治学专业学习）。2007年6月，任中共贵州省委常委，贵州省人民政府常务副省长、党组副书记。

### 转任湖北
2011年12月，任中共湖北省委常委，湖北省人民政府常务副省长、党组副书记。2016年4月，任中共湖北省委副书记、省委政法委书记，省政府常务副省长、党组副书记，省行政学院院长。2016年9月，任中共湖北省委副书记、省委政法委书记，省政府常务副省长、党组书记、代省长。2017年1月20日，當選湖北省省長。2017年7月，兼任国务院三峡工程建设委员会副主任。同月17日，不再兼任省委政法委书记职务。2018年2月24日，当选为第十三届全国人大代表。
2020年1月23日，王晓东接受中央电视台采访时表示彼时湖北的“物资储备充足”。而与此同一时间段，湖北省中医院、华科协和医院、湖北省儿童医疗中心等8家医院相继发出通告，向社会各界征集捐赠防护物资。1月26日，在通报湖北省疫情和防控工作最新情况的新闻发布会上，王晓东先是说湖北省生产医用口罩有“一定优势”，仙桃市口罩年生产量是“108亿只”；过了一会，有人递给他来小纸条，王晓东改口说，刚才说的是口误，不是108亿只、是18亿只；放下纸条，他又读稿件时，又再有人递条子，他再次改口说是生产108万只，不是亿只是万只。新加坡《联合早报》指出，武汉市长周先旺的口罩戴反了，湖北省政府秘书长别必雄戴口罩的方式也不正确，露出了鼻孔。而在记者会结束之后，三人竟然带头鼓掌，在网上引起一片批评声。台湾华视批评，王晓东和湖北省委书记蒋超良，武汉市委书记马国强，武汉市长周先旺一起被指为2019冠状病毒病疫情瞒报疫情的主要祸首，在微博上被网友嘲讽痛骂，甚至稱湖北省委书记、湖北省省长、武汉市市委书记、武汉市市长為湖北F4。2月13日，应勇接替蒋超良出任湖北省委书记，王晓东依然留任。

### 退居二线
此后的王晓东疑因抗击疫情期间工作压力过大，导致他在9月底突然中风。虽经及时抢救，于11月上旬恢复健康并继续履职，不过在2021年5月，只有61岁的王晓东，还是向一年前空降到湖北的王忠林交卸了湖北省省长的职务。2021年6月23日，王晓东被增补为全国政协农业和农村委员会副主任。
2023年3月，王晓东当选第十四届全国政协常委、农业和农村委员会副主任。